# Na het Nieuws
Na het Nieuws (NHN) was een actualiteitenrubriek van de Nederlandse omroep BNNVARA die op het digitale kanaal NPO 1 Extra werd uitgezonden na het achtuurjournaal van de NOS (televisiezender NPO 1).
Het programma werd gepresenteerd vanuit de studio en had als hoofdmoot gesprekken met vooral jonge opiniemakers, ondernemers, politici en deskundigen. Elke werkdag om 13.20 uur werd de uitzending van de avond ervoor herhaald en op zondagochtend om 7.25 uur werd de vrijdag-uitzending herhaald op NPO 1.